# Pasadena (Texas)
Pasadena is een voorstad van Houston in de Amerikaanse staat Texas en telt 141.674 inwoners. Het is hiermee de 149e stad in de Verenigde Staten (2000). De oppervlakte bedraagt 114,4 km², waarmee het de 152e stad is.

## Demografie
Van de bevolking is 7,9% ouder dan 65 jaar en bestaat voor 20,4% uit eenpersoonshuishoudens. De werkloosheid bedraagt 4,6% (cijfers volkstelling 2000).
Ongeveer 48,2% van de bevolking van Pasadena bestaat uit hispanics en latino's, 1,6% is van Afrikaanse oorsprong en 1,8% van Aziatische oorsprong.
Het aantal inwoners steeg van 119.389 in 1990 naar 141.674 in 2000.

## Klimaat
In januari is de gemiddelde temperatuur 11,2 °C, in juli is dat 28,6 °C. Jaarlijks valt er gemiddeld 1291,1 mm neerslag (gegevens op basis van de meetperiode 1961-1990).

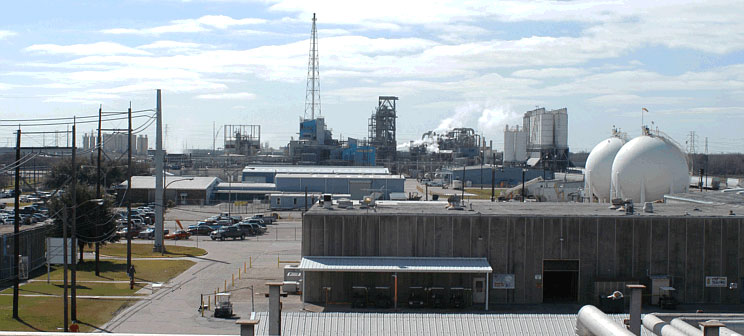

## Plaatsen in de nabije omgeving
De onderstaande figuur toont nabijgelegen plaatsen in een straal van 16 km rond Pasadena.